# Eurovan (Sevel)

Sevel Nord, una joint venture entre el Groupe PSA y Fiat Group, produce un monovolumen del segmento D (denominado genéricamente Eurovan) que se vende bajo las marcas francesas Citroën y Peugeot e italianas Fiat y Lancia. La primera generación se lanzó al mercado en el año 1994, y se sustituyó por la segunda en el año 2002. Ambas son fabricadas en el centro de producción de Sevel Nord, en Valenciennes, al norte de Francia.
Salvo Fiat, que vendió ambas generaciones como el Fiat Ulysse, las otras marcas usaron denominaciones diferentes: Citroën Evasion, Lancia Zeta y Peugeot 806 para la primera generación, y Citroën C8, Lancia Phedra y Peugeot 807 para la segunda. Las diferencias entre los modelos de cada generación se reducen al equipamiento, los interiores, el frontal y la trasera.
Este es el primer monovolumen moderno que vendieron las cuatro marcas. Tiene motores delanteros transversales diseñados por el Groupe PSA, tracción delantera y cajas de cambios manual de cinco marchas o automática de cuatro marchas. El monovolumen está disponible con cinco y siete plazas, con una configuración de dos asientos delanteros, tres centrales y los dos opcionales atrás. A diferencia del Renault Espace, su principal rival en el mercado europeo, sus puertas laterales traseras son corredizas y no pivotantes.

## Primera generación (1994-2002)

### Peugeot 806

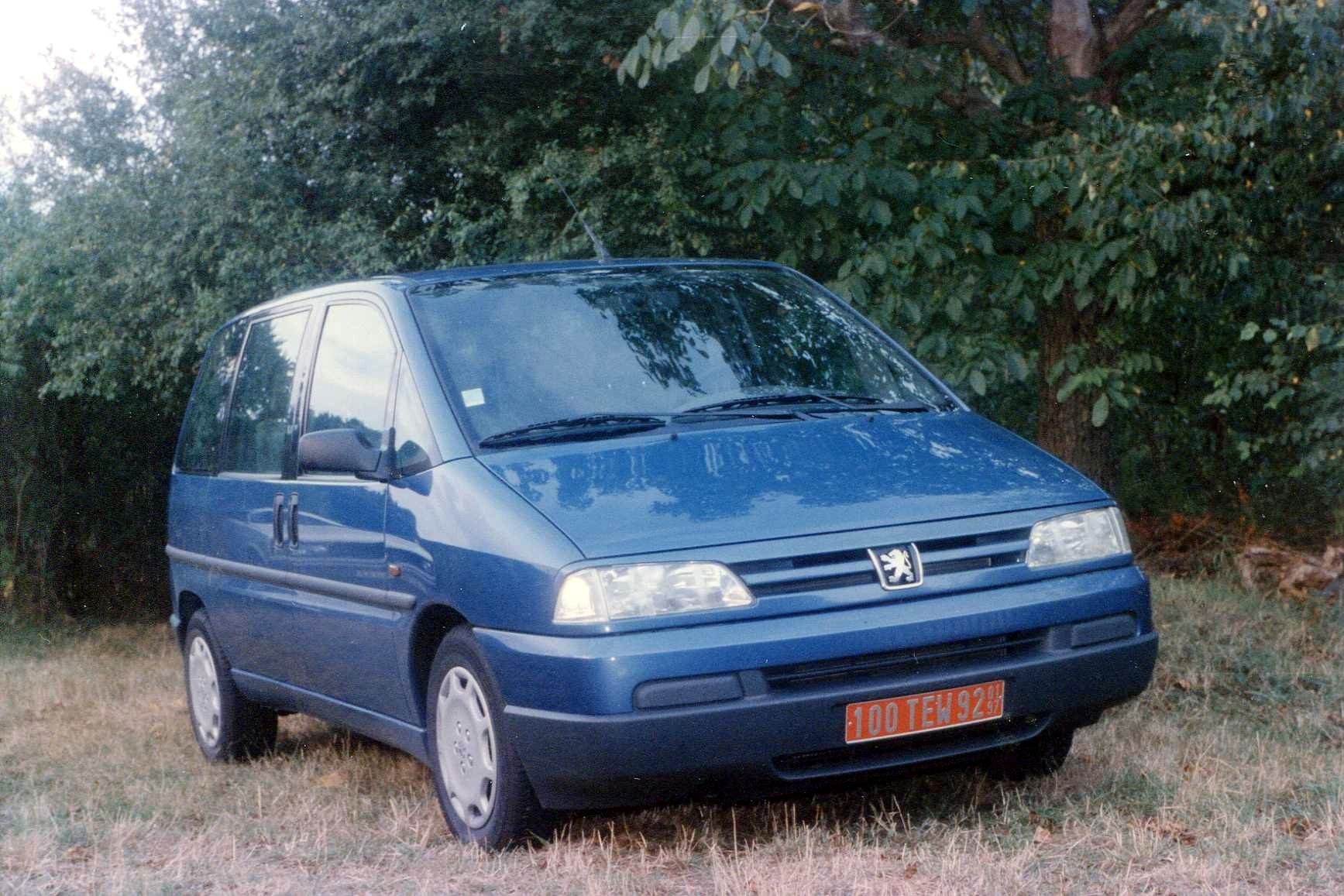
Peugeot 806
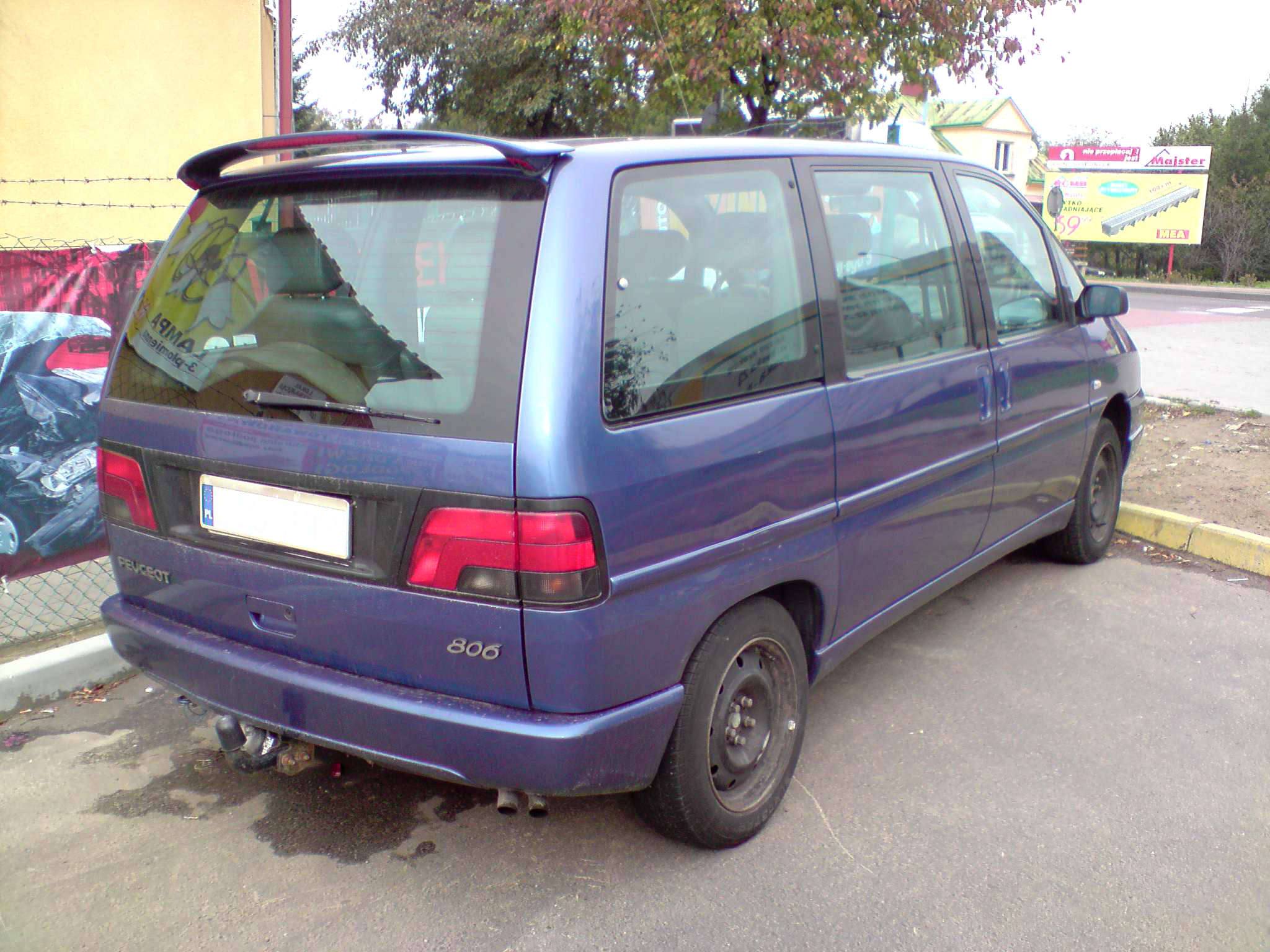
Peugeot 806
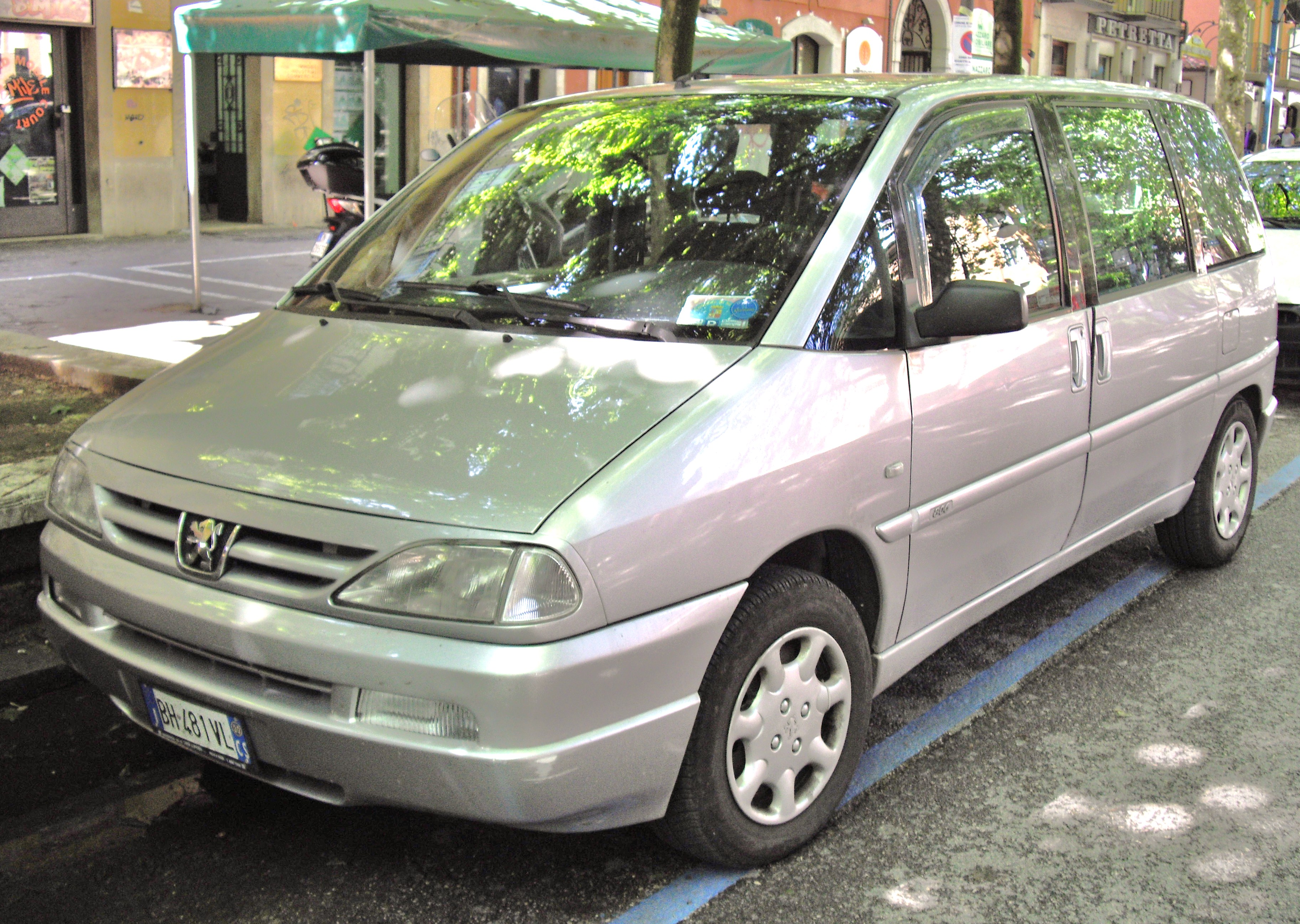
Peugeot 806 facelift

### Citroën Evasion

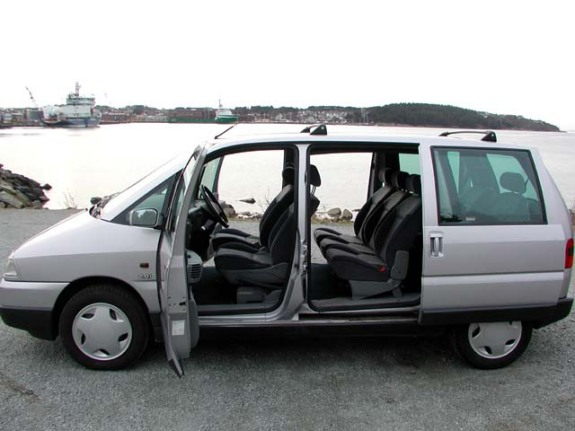
Citroën Evasion vista lateral
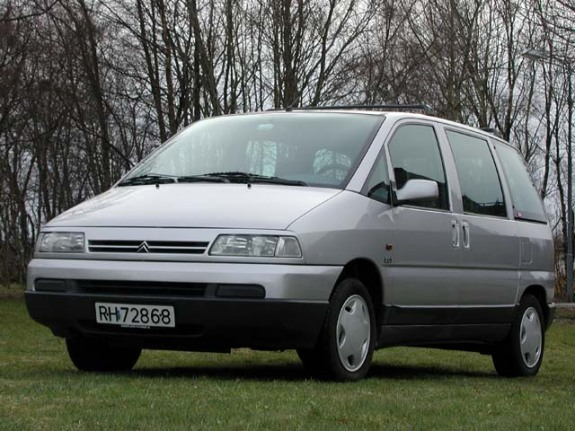
Citroën Evasion frontal
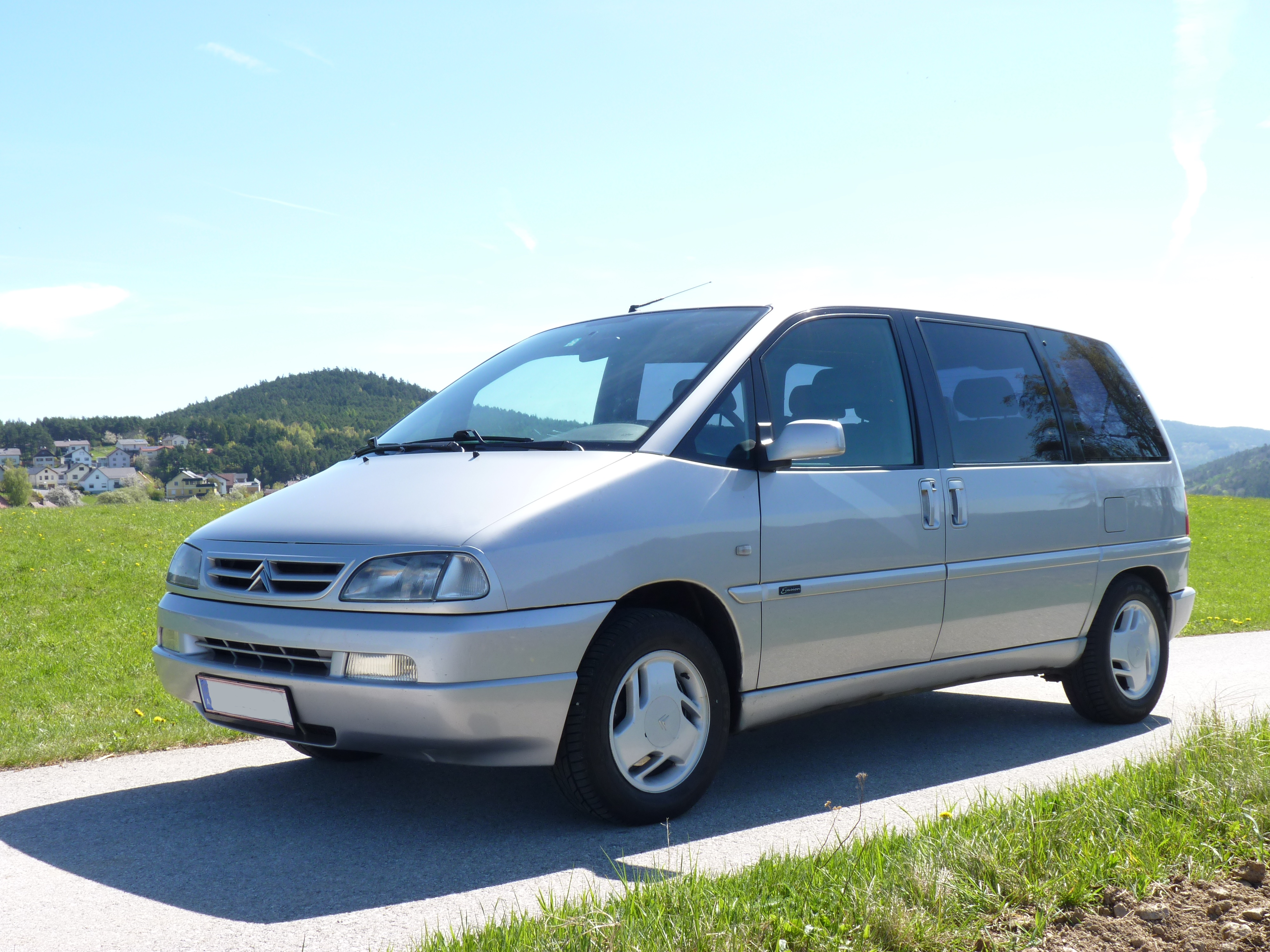
Citroën Evasion facelift

### Fiat Ulysse

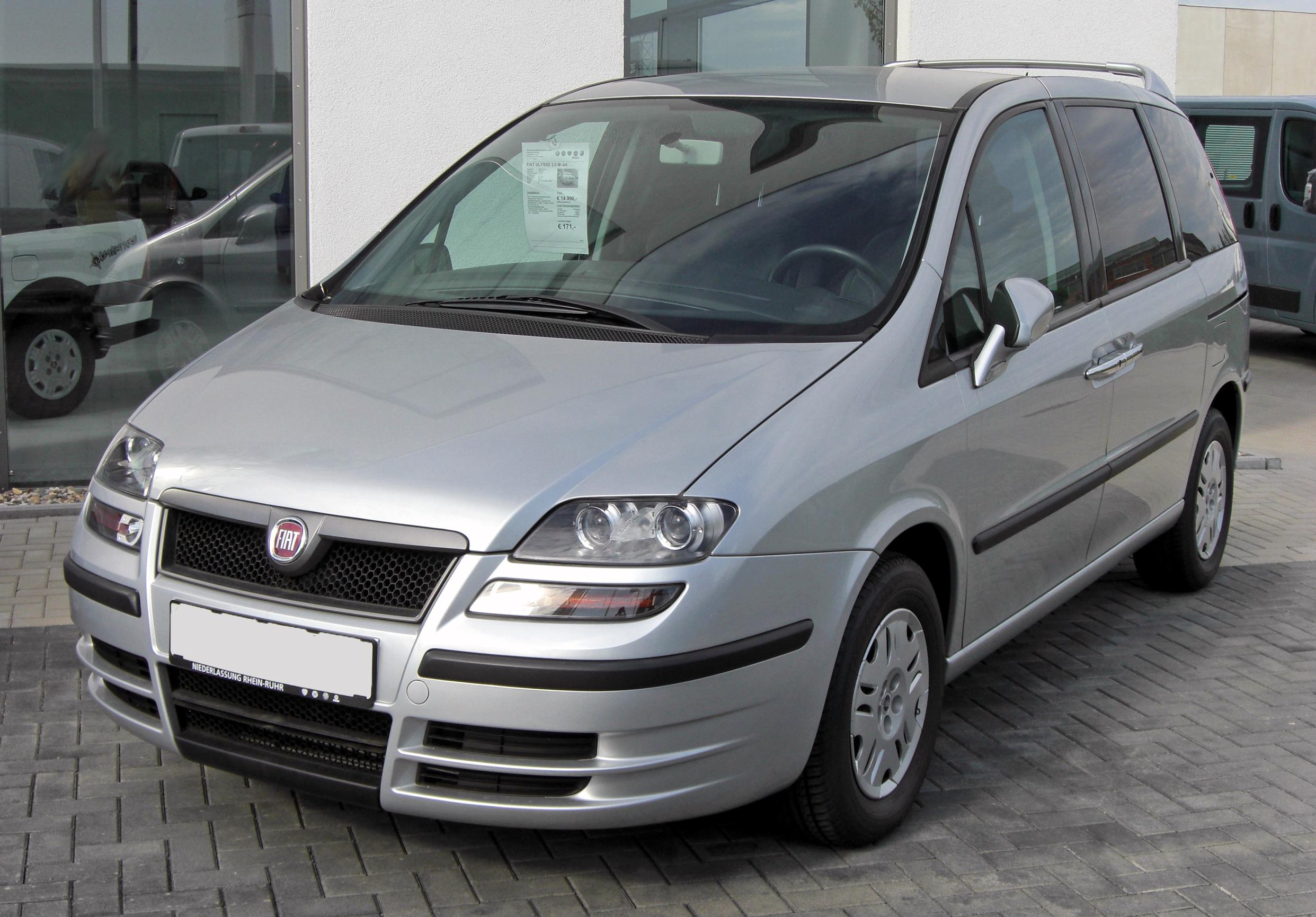
Fiat Ulysse
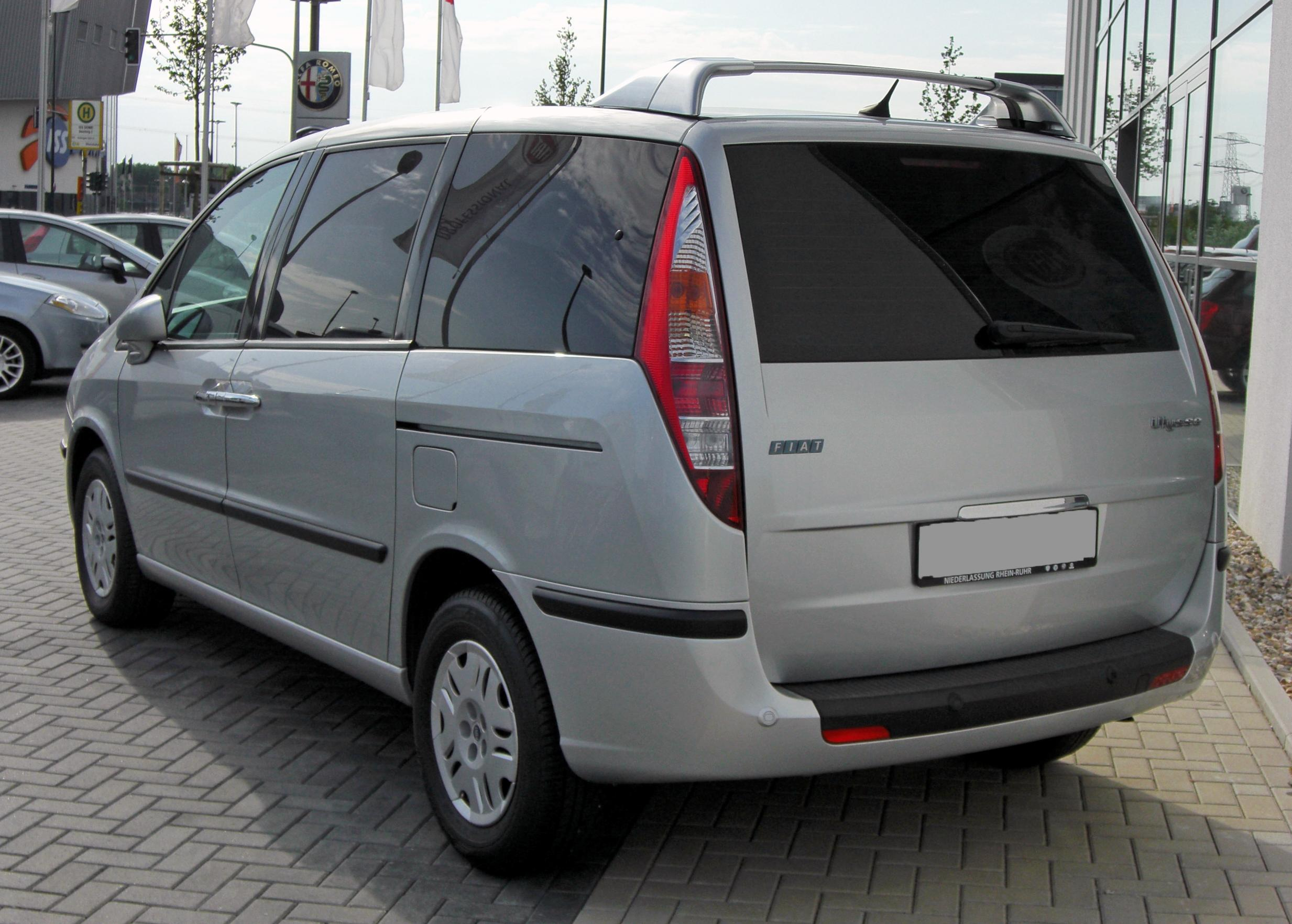
Fiat Ulysse

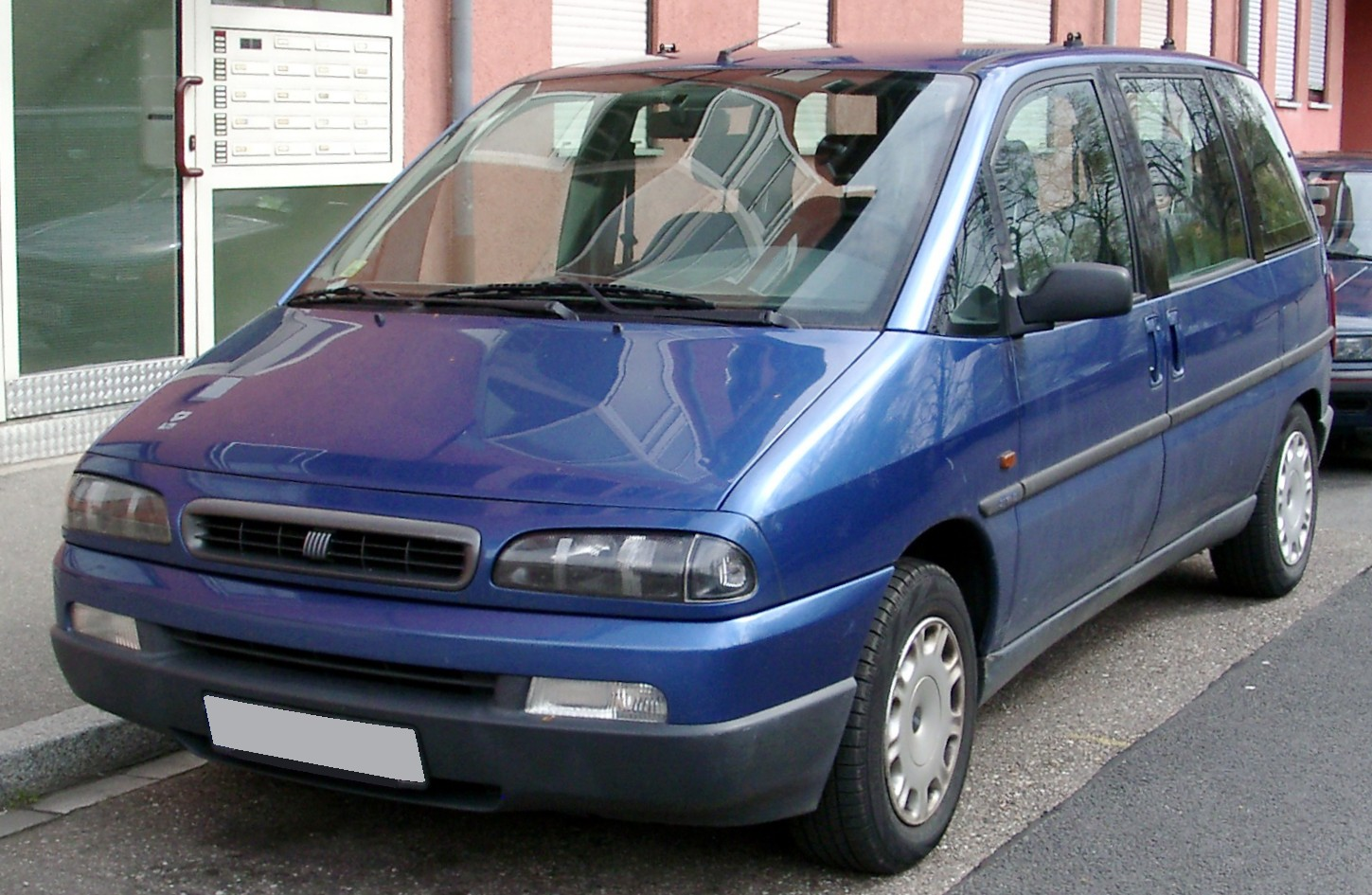
Fiat Ulysse
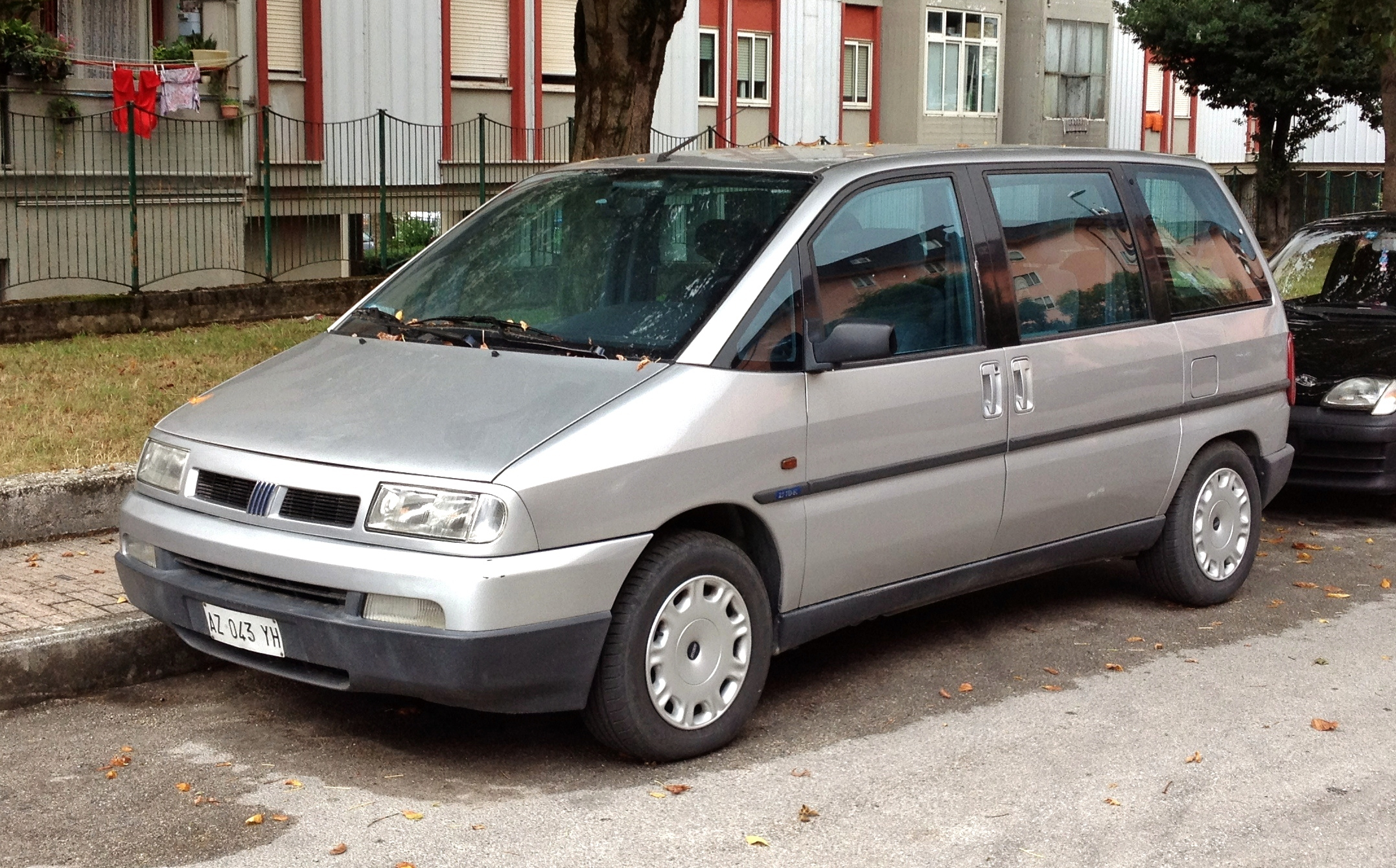
Fiat Ulysse
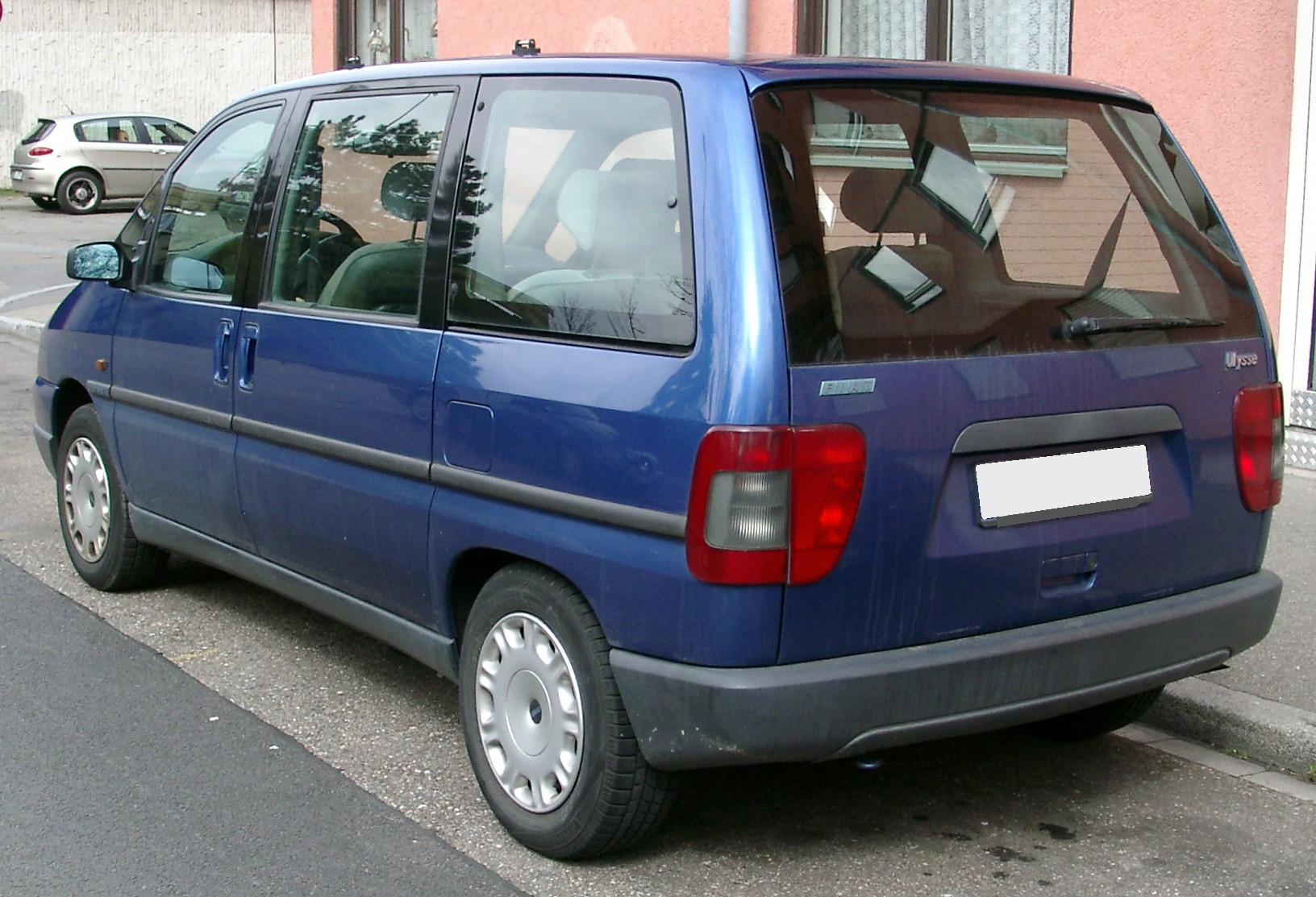
Fiat Ulysse
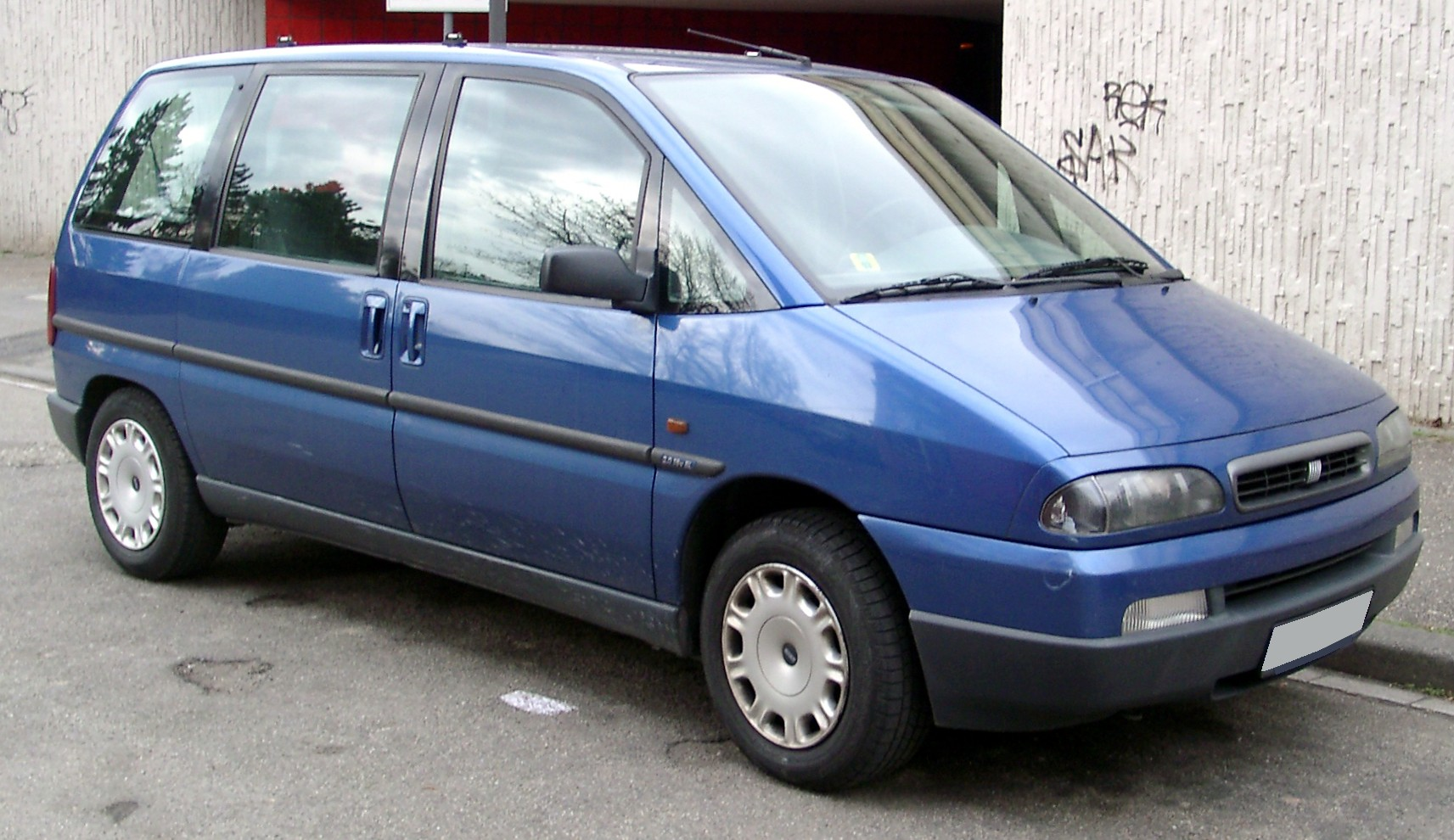
Fiat Ulysse facelift

### Lancia Zeta

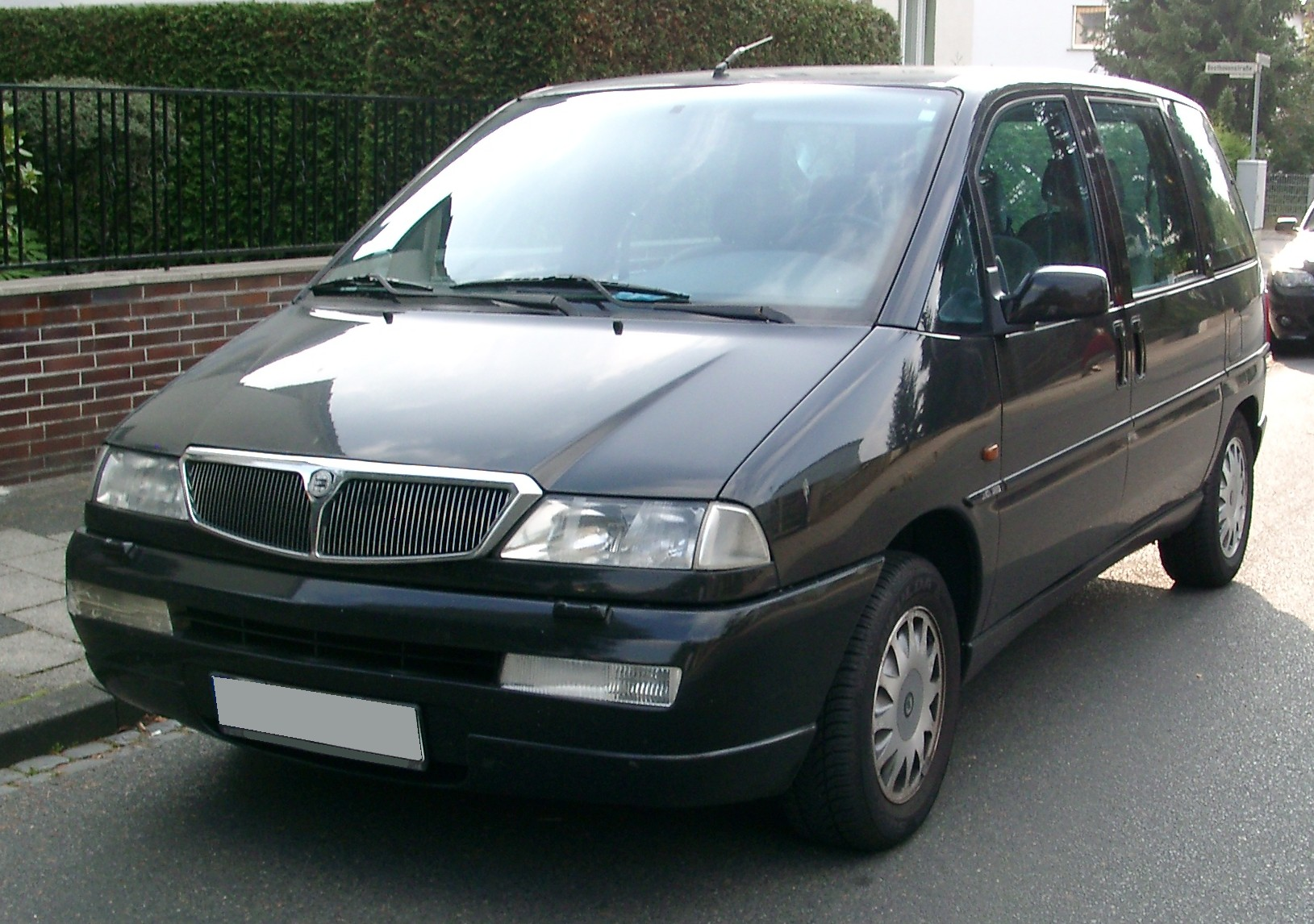
Lancia Zeta
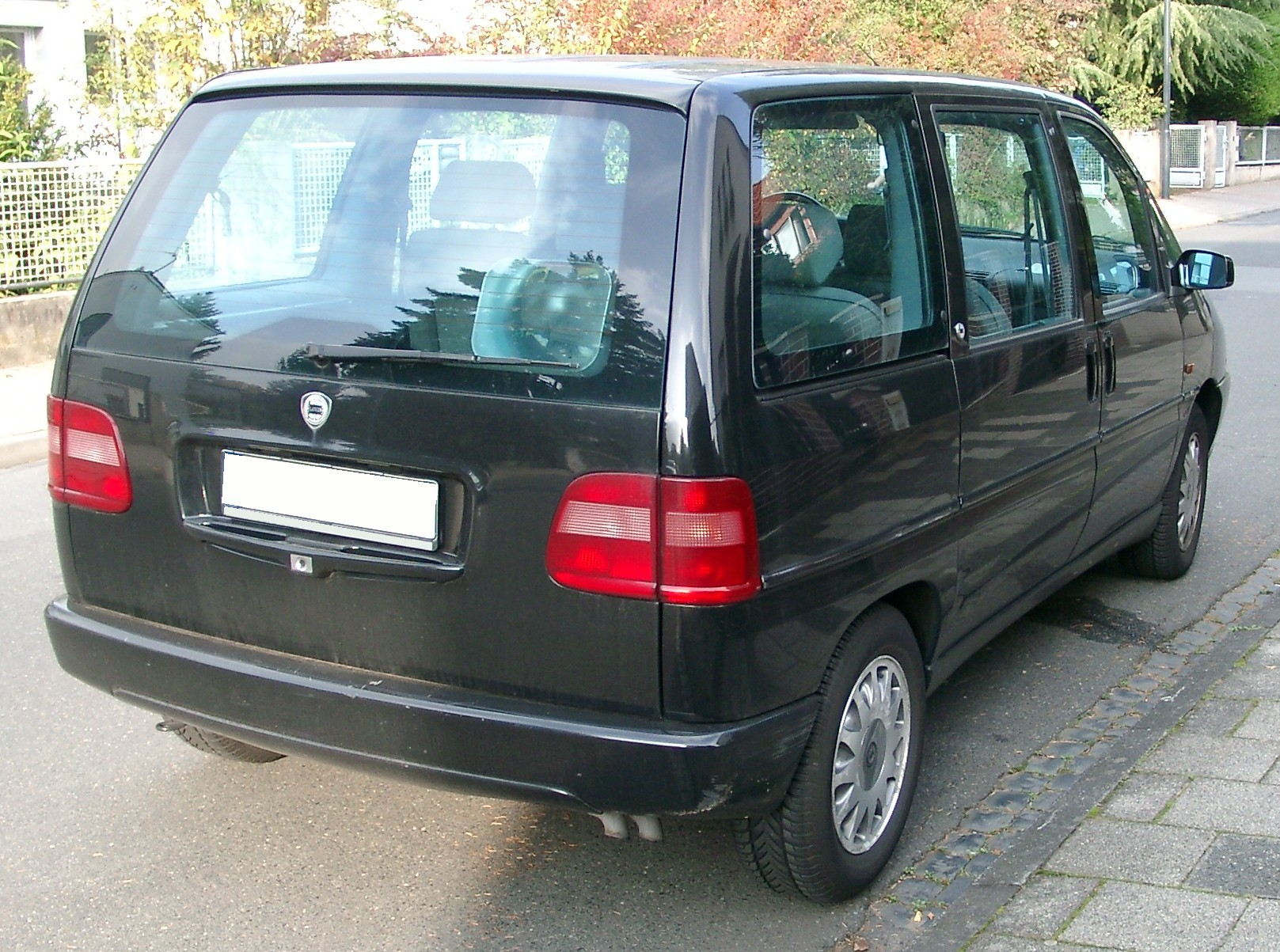
Lancia Zeta

### Motorizaciones
Todas sus motorizaciones eran de cuatro cilindros en línea. El gasolina de 2.0 litros de cilindrada existió inicialmente con variantes atmosférica de 121 CV de potencia máxima y con turbocompresor y 147 CV, los cuales fueron reemplazados el año 2000 por un atmosférico de 132 CV. Los diésel eran un 1.9 litros de 90 CV y un 2.1 litros de 109 CV, los dos con turbocompresor e inyección indirecta. Ambos fueron reemplazados en 2000 por un 2.0 litros de 109 CV, también con turbocompresor pero con inyección directa y tecnología common-rail.
| Periodo                        | 1996-2001             | 1994-2001             | 1999-2001             | 2001-2002                                         | 1994-2001                 |           |           |           |           |           |           |           |           |           |           |
| Identificación del motor       | XU7 JP (LFW)          | XU10 J2C (RFU)        | XU10 J4R (RFV)        | EW10 J4 (RFN)                                     | XU10 J2TE (RGX)           |           |           |           |           |           |           |           |           |           |           |
| Tipo de motor                  | L4 8v                 | L4 8v                 | L4 16v                | L4 16v                                            | L4 8v, turbo, intercooler |           |           |           |           |           |           |           |           |           |           |
| Diámetro x carrera             | 83.0 mm × 81.4 mm     | 86.0 mm × 86.0 mm     | 86.0 mm × 86.0 mm     | 85.0 mm × 88.0 mm                                 | 86.0 mm × 86.0 mm         |           |           |           |           |           |           |           |           |           |           |
| Cilindrada                     | 1761 cm³              | 1998 cm³              | 1998 cm³              | 1997 cm³                                          | 1998 cm³                  |           |           |           |           |           |           |           |           |           |           |
| Relación de compresión         | 9.25: 1               | 9.5: 1                | 10.4: 1               | 10.8: 1                                           | 8.0: 1                    |           |           |           |           |           |           |           |           |           |           |
| Potencia máxima: CV (kW) @ rpm | 99 CV (73 kW) @ 5750  | 121 CV (89 kW) @ 5750 | 132 CV (97 kW) @ 5500 | 136 CV (100 kW) @ 6000                            | 147 CV (108 kW) @ 5300    |           |           |           |           |           |           |           |           |           |           |
| Par máximo: Nm @ rpm           | 147 Nm @ 2600         | 170 Nm @ 2650         | 180 Nm @ 4200         | 190 Nm @ 4100                                     | 235 Nm @ 2500             |           |           |           |           |           |           |           |           |           |           |
| Tracción                       | Delantera             | Delantera             | Delantera             | Delantera                                         | Delantera                 | Delantera | Delantera | Delantera | Delantera | Delantera | Delantera | Delantera | Delantera | Delantera | Delantera |
| Transmisión                    | Manual, 5 velocidades | Manual, 5 velocidades | Manual, 5 velocidades | Manual, 5 velocidades / Automática, 4 velocidades | Manual, 5 velocidades     |           |           |           |           |           |           |           |           |           |           |
| Peso                           | -                     | 1510 kg               | 1450 kg               | 1575 kg                                           |                           |           |           |           |           |           |           |           |           |           |           |
| Aceleración 0–100 km/h         | 16.2 s                | 15.1 s                | 13.4 s                | 11.9 s                                            | 11.0 s                    |           |           |           |           |           |           |           |           |           |           |
| Velocidad máxima               | 165 km/h              | 177 km/h              | 186 km/h              | 186 km/h                                          | 195 km/h                  |           |           |           |           |           |           |           |           |           |           |
| Consumo combinado (L/100 km)   | 10.3                  | 10.6                  | 10.3                  | 9.7                                               | 11.1                      |           |           |           |           |           |           |           |           |           |           |
| Normativa anticontaminación    | Euro 2                | Euro 2                | Euro 2                | Euro 3                                            | Euro 2                    |           |           |           |           |           |           |           |           |           |           |

| Periodo                        | 1995-1999                 | 1999-2001                                                 | 2001-2002                                                  | 1996-1999                  |                       |                       |                       |
| Identificación del motor       | XUD9 TE/Y (DHY)           | DW10 ATED (RHZ)                                           | DW10 ATED4 (RHW)                                           | XUD11 BTE (P8C)            |                       |                       |                       |
| Tipo de motor                  | L4 8v, turbo, intercooler | L4 8v, inyección directa, common-rail, turbo, intercooler | L4 16v, inyección directa, common-rail, turbo, intercooler | L4 12v, turbo, intercooler |                       |                       |                       |
| Diámetro x carrera             | 83.0 mm × 88.0 mm         | 85.0 mm × 88.0 mm                                         | 85.0 mm × 88.0 mm                                          | 85.0 mm × 92.0 mm          |                       |                       |                       |
| Cilindrada                     | 1905 cm³                  | 1997 cm³                                                  | 1997 cm³                                                   | 2088 cm³                   |                       |                       |                       |
| Relación de compresión         | 21.8: 1                   | 18.0: 1                                                   | 18.0: 1                                                    | 21.5: 1                    |                       |                       |                       |
| Potencia máxima: CV (kW) @ rpm | 90 CV (66 kW) @ 4000      | 109 CV (80 kW) @ 4000                                     | 109 CV (80 kW) @ 4000                                      | 109 CV (80 kW) @ 4300      |                       |                       |                       |
| Par máximo: Nm @ rpm           | 196 Nm @ 2250             | 250 Nm @ 1750                                             | 270 Nm @ 1750                                              | 250 Nm @ 2000              |                       |                       |                       |
| Tracción                       | Delantera                 | Delantera                                                 | Delantera                                                  | Delantera                  | Delantera             | Delantera             | Delantera             |
| Transmisión                    | Manual, 5 velocidades     | Manual, 5 velocidades                                     | Manual, 5 velocidades                                      | Manual, 5 velocidades      | Manual, 5 velocidades | Manual, 5 velocidades | Manual, 5 velocidades |
| Peso                           | 1565 kg                   | 1595 kg                                                   | 1595 kg                                                    | 1615 kg                    |                       |                       |                       |
| Aceleración 0–100 km/h         | 16.8 s                    | 15.8 s                                                    | 15.2 s                                                     | 14.1 s                     |                       |                       |                       |
| Velocidad máxima               | 160 km/h                  | 175 km/h                                                  | 175 km/h                                                   |                            |                       |                       |                       |
| Consumo combinado (L/100 km)   | 8.1                       | 6.7                                                       | 6.9                                                        | 8.2                        |                       |                       |                       |
| Normativa anticontaminación    | Euro 2                    | Euro 2                                                    | Euro 3                                                     | Euro 2                     |                       |                       |                       |

## Segunda generación (2002-2014)
La segunda generación es notoriamente más larga y espaciosa en el interior que la primera. Los cuatro modelos están más diferenciados exteriormente entre sí gracias al uso de unas aletas delanteras y traseras -estas en fibra-, específicas para las variantes francesa e italiana, que permiten variar la forma de portones, capós y pilotos.
El interior por el contrario es idéntico excepto por los recubrimientos del salpicadero, realizados en alcántara o cuero en la versión Lancia.
La producción del modelo cesó en julio del 2014.

### Peugeot 807

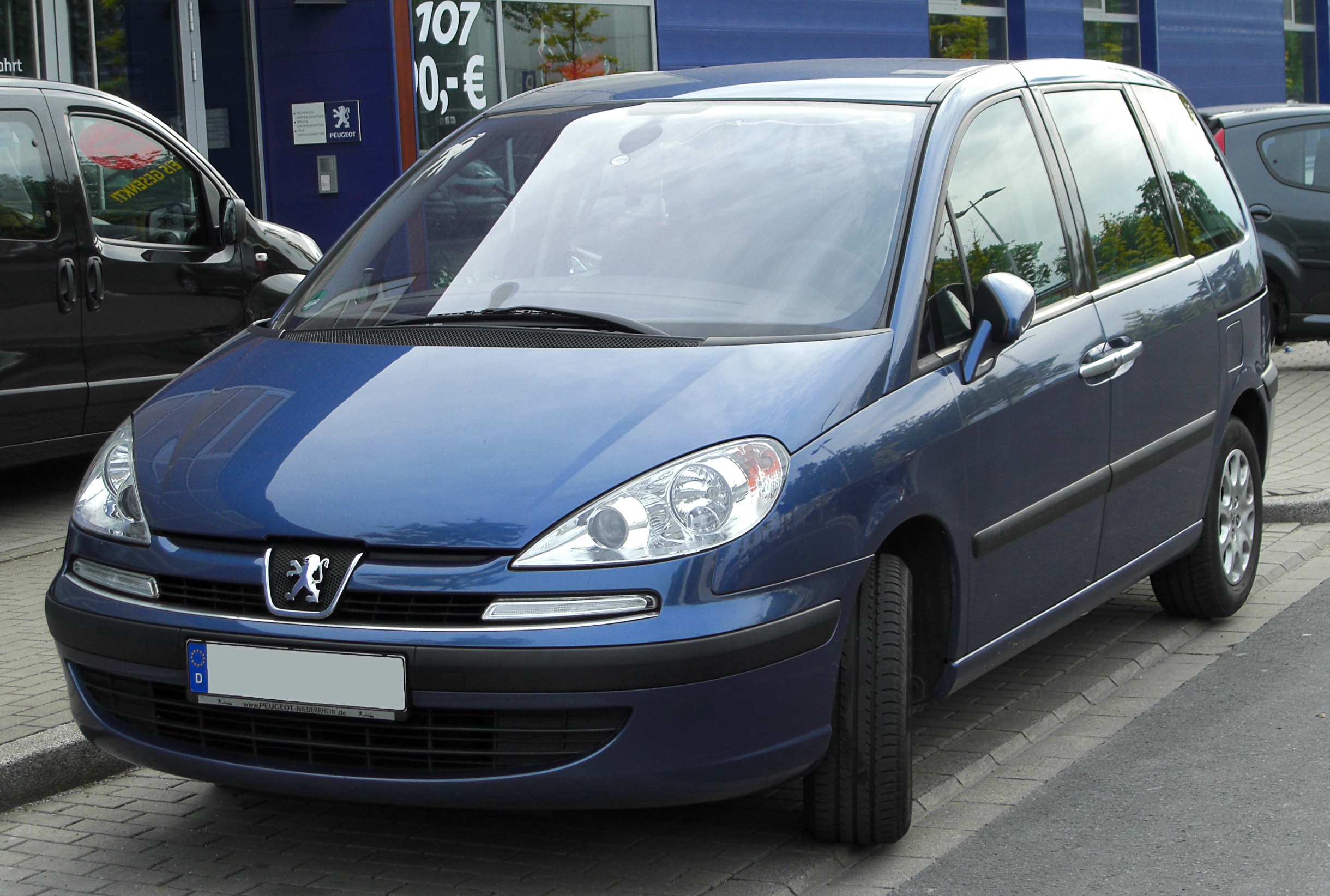
Peugeot 807
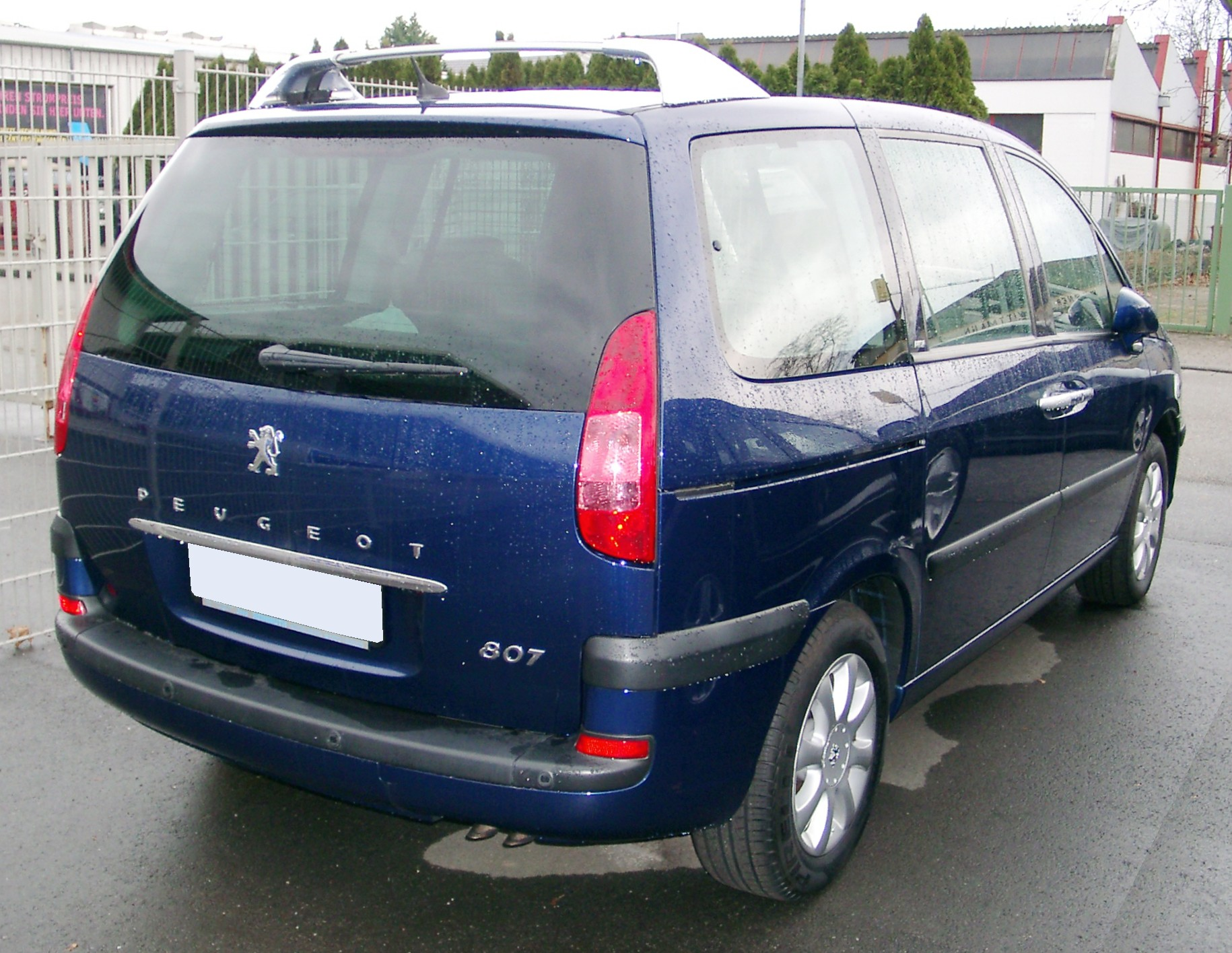
Peugeot 807

### Citroën C8

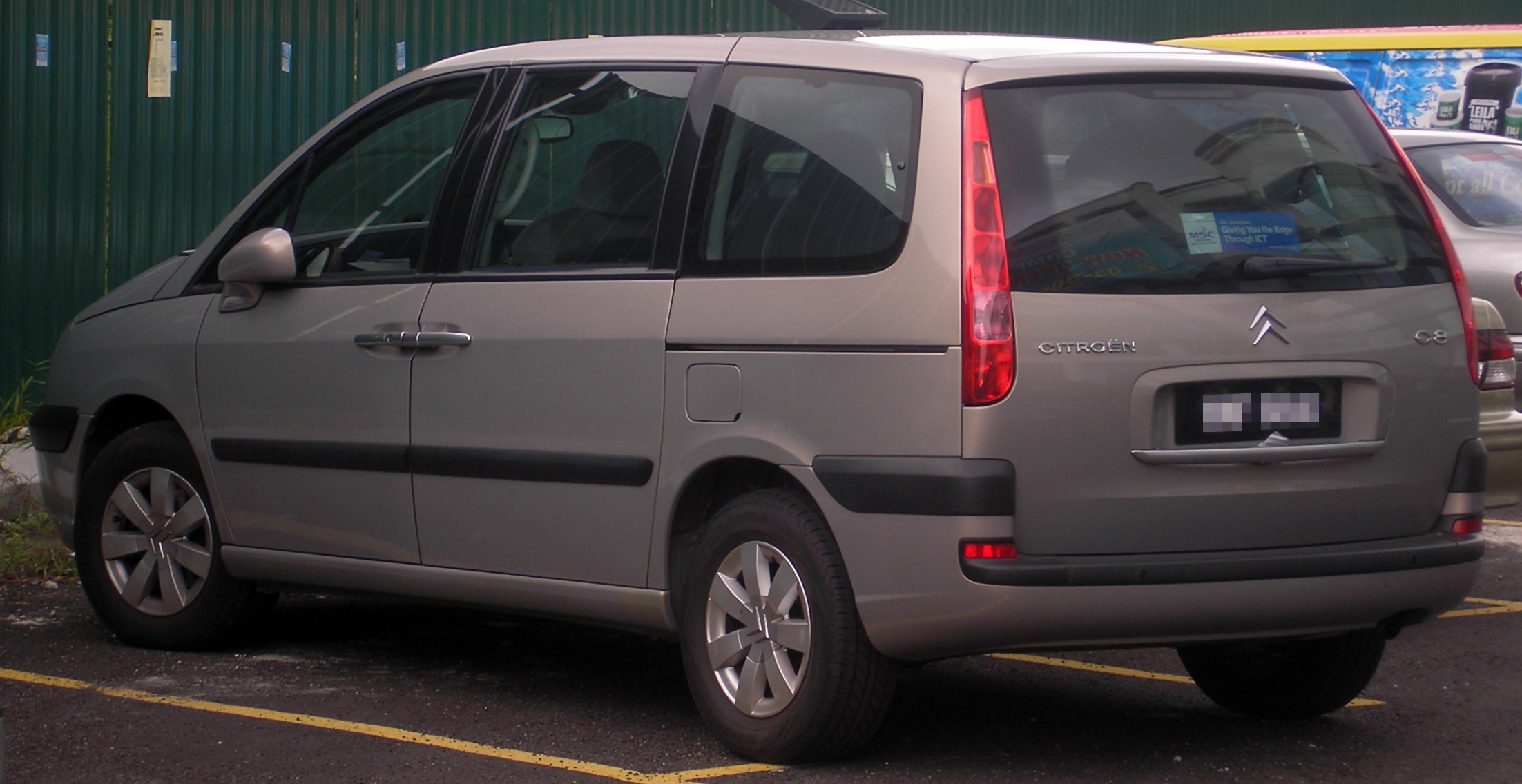
Citroen C8
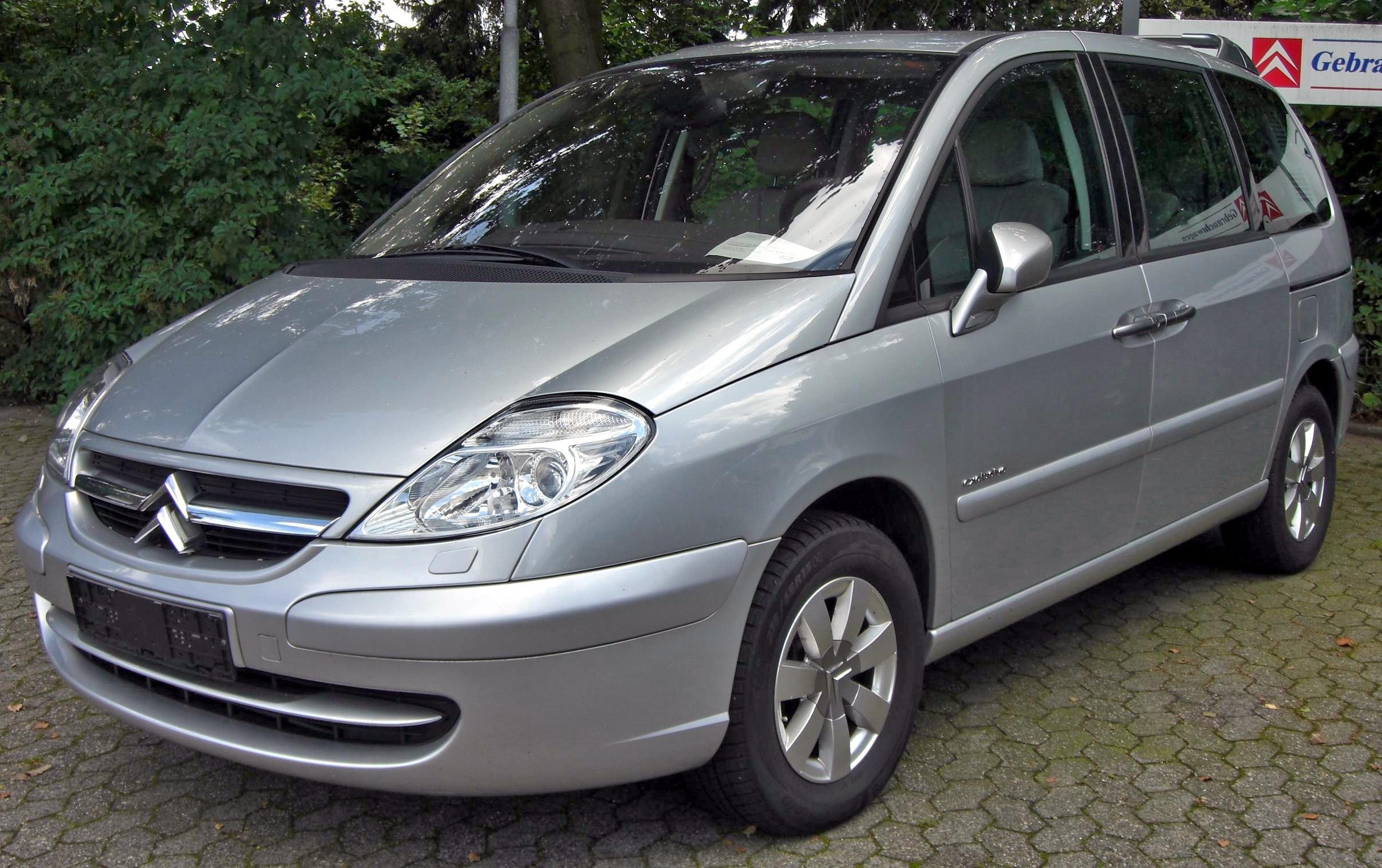

### Fiat Ulysse
- Fiat Ulysse
- Fiat Ulysse

### Lancia Phedra

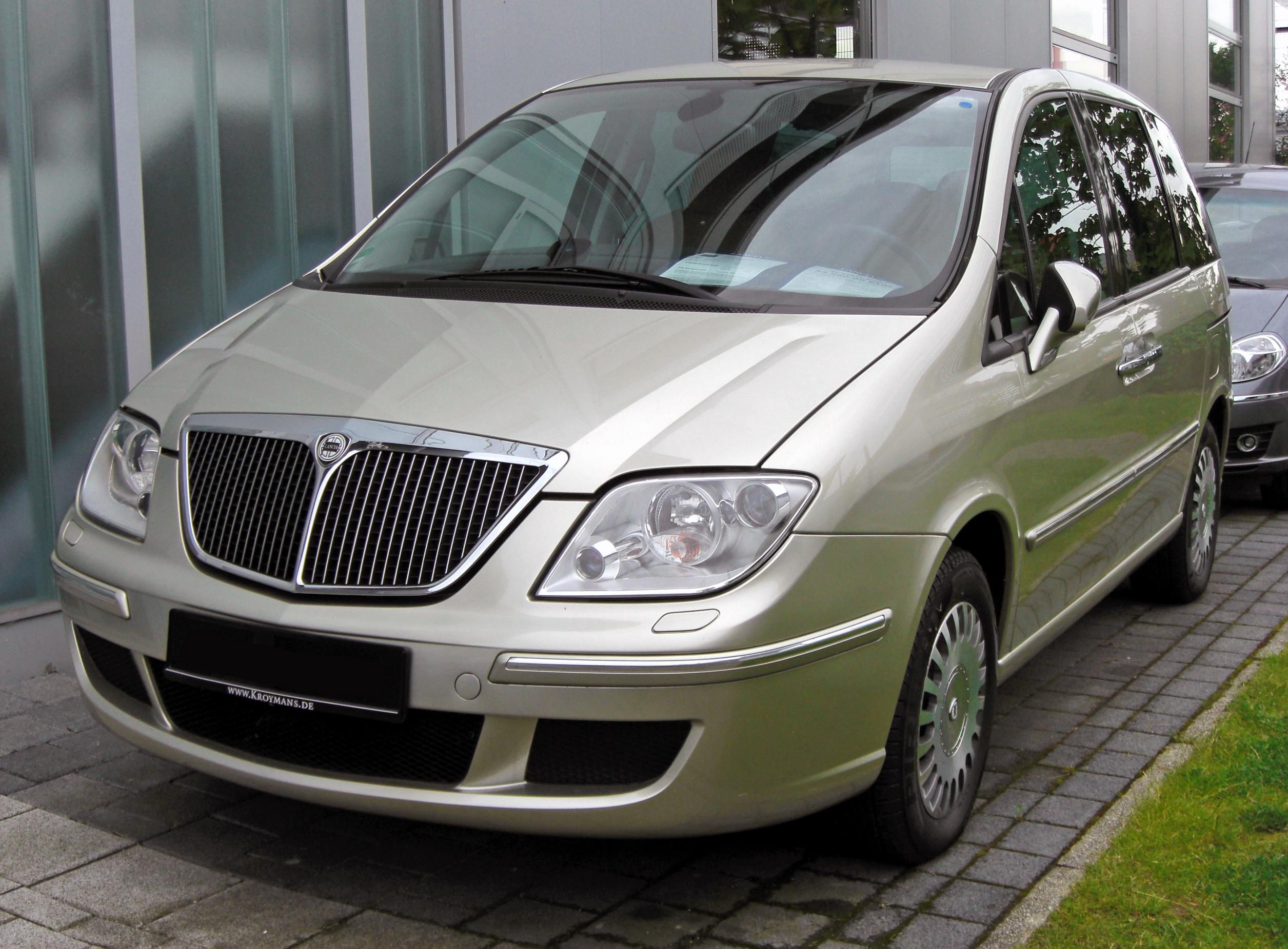
Lancia Phedra
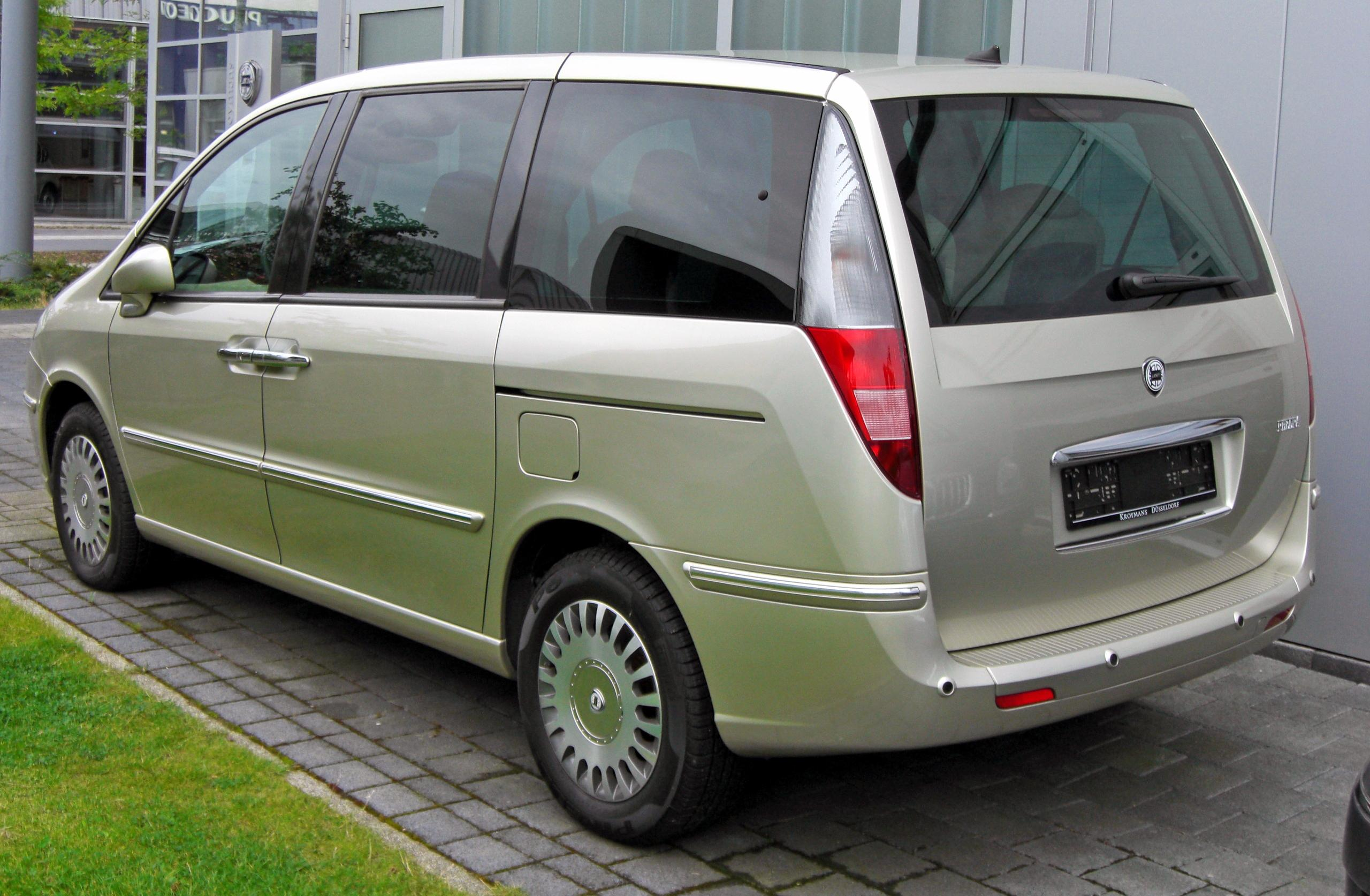
Lancia Phedra

### Motorizaciones
Al motor gasolina de 2.0 litros y 132 CV se le añade un 2.2 litros de 158 CV y un 2.9 litros con seis cilindros en V y 204 CV, y el diésel 2.0 litros de 109 CV de potencia es acompañado por un 2.2 litros y 128 CV.
| Periodo                        | 2002-2005                                         | 2005-2010                                         | 2002-2005              | 2002-2005                 |           |           |           |           |           |           |           |           |           |           |           |
| Identificación del motor       | EW10 J4 (RFN)                                     | EW10 A (RFJ)                                      | EW12 J4 (3FZ)          | ES9 J4S (XFX)             |           |           |           |           |           |           |           |           |           |           |           |
| Tipo de motor                  | L4 16v                                            | L4 16v                                            | L4 16v                 | V6 24v                    |           |           |           |           |           |           |           |           |           |           |           |
| Diámetro x carrera             | 85.0 mm × 88.0 mm                                 | 85.0 mm × 88.0 mm                                 | 86.0 mm × 96.0 mm      | 87.0 mm × 82.6 mm         |           |           |           |           |           |           |           |           |           |           |           |
| Cilindrada                     | 1997 cm³                                          | 1997 cm³                                          | 2230 cm³               | 2946 cm³                  |           |           |           |           |           |           |           |           |           |           |           |
| Relación de compresión         | 10.8: 1                                           | 10.8: 1                                           | 10.8: 1                | 10.9: 1                   |           |           |           |           |           |           |           |           |           |           |           |
| Potencia máxima: CV (kW) @ rpm | 136 CV (100 kW) @ 6000                            | 140 CV (103 kW) @ 6000                            | 158 CV (116 kW) @ 5650 | 204 CV (150 kW) @ 6000    |           |           |           |           |           |           |           |           |           |           |           |
| Par máximo: Nm @ rpm           | 190 Nm @ 4100                                     | 200 Nm @ 4000                                     | 217 Nm @ 3900          | 285 Nm @ 3750             |           |           |           |           |           |           |           |           |           |           |           |
| Tracción                       | Delantera                                         | Delantera                                         | Delantera              | Delantera                 | Delantera | Delantera | Delantera | Delantera | Delantera | Delantera | Delantera | Delantera | Delantera | Delantera | Delantera |
| Transmisión                    | Manual, 5 velocidades / Automática, 4 velocidades | Manual, 5 velocidades / Automática, 4 velocidades | Manual, 5 velocidades  | Automática, 4 velocidades |           |           |           |           |           |           |           |           |           |           |           |
| Aceleración 0–100 km/h         | 12.2 s                                            | 11.6 s                                            | 11.6 s                 | 11.0 s                    |           |           |           |           |           |           |           |           |           |           |           |
| Velocidad máxima               | 185 km/h                                          | 188 km/h                                          | 196 km/h               | 205 km/h                  |           |           |           |           |           |           |           |           |           |           |           |
| Consumo combinado (L/100 km)   | 9.1                                               | 9.0                                               | 9.7                    | 11.5                      |           |           |           |           |           |           |           |           |           |           |           |
| Normativa anticontaminación    | Euro 3                                            | Euro 4                                            | Euro 3                 | Euro 3                    |           |           |           |           |           |           |           |           |           |           |           |

| Periodo                        | 2002-2006                                                                               | 2006-2010                                                                               | 2010-2014                                                                               | 2010-2014                                                                               | 2002-2006                                                                               | 2007-2010                                                                               |           |
| Identificación del motor       | DW10 ATED4 (RHW)                                                                        | DW10 BTED4 (RHK)                                                                        | DW10 BTED4 (RHR)                                                                        | DW10 C (RHH)                                                                            | DW12 TED4 (4HW)                                                                         | DW12 BTED4 (RHT)                                                                        |           |
| Tipo de motor                  | L4 16v, inyección directa, common-rail, turbo, intercooler, FAP (Filtro antipartículas) | L4 16v, inyección directa, common-rail, turbo, intercooler, FAP (Filtro antipartículas) | L4 16v, inyección directa, common-rail, turbo, intercooler, FAP (Filtro antipartículas) | L4 16v, inyección directa, common-rail, turbo, intercooler, FAP (Filtro antipartículas) | L4 16v, inyección directa, common-rail, turbo, intercooler, FAP (Filtro antipartículas) | L4 16v, inyección directa, common-rail, turbo, intercooler, FAP (Filtro antipartículas) |           |
| Diámetro x carrera             | 85.0 mm × 88.0 mm                                                                       | 85.0 mm × 88.0 mm                                                                       | 85.0 mm × 88.0 mm                                                                       | 85.0 mm × 88.0 mm                                                                       | 85.0 mm × 96.0 mm                                                                       | 85.0 mm × 96.0 mm                                                                       |           |
| Cilindrada                     | 1997 cm³                                                                                | 1997 cm³                                                                                | 1997 cm³                                                                                | 1997 cm³                                                                                | 2179 cm³                                                                                | 2179 cm³                                                                                |           |
| Relación de compresión         | 18.0: 1                                                                                 | 17.6: 1                                                                                 | 17.6: 1                                                                                 | 17.6: 1                                                                                 | 18.0: 1                                                                                 | 16.6: 1                                                                                 |           |
| Potencia máxima: CV (kW) @ rpm | 109 CV (80 kW) @ 4000                                                                   | 120 CV (88 kW) @ 4000                                                                   | 136 CV (100 kW) @ 4000                                                                  | 163 CV (120 kW) @ 3750                                                                  | 128 CV (94 kW) @ 4000                                                                   | 170 CV (125 kW) @ 4000                                                                  |           |
| Par máximo: Nm @ rpm           | 270 Nm @ 1750                                                                           | 300 Nm @ 2000                                                                           | 320 Nm @ 2000                                                                           | 340 Nm @ 2000                                                                           | 314 Nm @ 2000                                                                           | 370 Nm @ 1500                                                                           |           |
| Tracción                       | Delantera                                                                               | Delantera                                                                               | Delantera                                                                               | Delantera                                                                               | Delantera                                                                               | Delantera                                                                               | Delantera |
| Transmisión                    | Manual, 5 velocidades / Automática, 4 velocidades                                       | Manual, 6 velocidades                                                                   | Manual, 6 velocidades                                                                   | Manual, 6 velocidades / Automática, 6 velocidades                                       | Manual, 6 velocidades                                                                   | Manual, 6 velocidades                                                                   |           |
| Aceleración 0–100 km/h         | 14.6 s                                                                                  | 12.9 s                                                                                  | 12.0 s                                                                                  | 11.2 s                                                                                  | 13.6 s                                                                                  | 10.8 s                                                                                  |           |
| Velocidad máxima               | 174 km/h                                                                                | 180 km/h                                                                                | 190 km/h                                                                                | 203 km/h                                                                                | 182 km/h                                                                                | 200 km/h                                                                                |           |
| Consumo combinado (L/100 km)   | 7.2                                                                                     | 6.9                                                                                     | 5.0                                                                                     | 5.0                                                                                     | 7.4                                                                                     | 7.2                                                                                     |           |
| Normativa anticontaminación    | Euro 3                                                                                  | Euro 4                                                                                  | Euro 4                                                                                  | Euro 5                                                                                  | Euro 3                                                                                  | Euro 4                                                                                  |           |